# Conus maldivus
Conus maldivus é uma espécie de gastrópode do gênero Conus, pertencente a família Conidae.